# Lac Saffray
Lac Saffray är en sjö i Kanada.   Den ligger i regionen Nord-du-Québec och provinsen Québec, i den östra delen av landet, 1 500 km norr om huvudstaden Ottawa. Lac Saffray ligger 173 meter över havet. Arean är 38 kvadratkilometer. Den sträcker sig 15,2 kilometer i nord-sydlig riktning, och 6,2 kilometer i öst-västlig riktning.
Trakten runt Lac Saffray är nära nog obefolkad, med mindre än två invånare per kvadratkilometer.